# Operatie Chicago

Het embleem van de Screaming Eagles

Operatie Chicago was de codenaam voor de landingen nabij Vierville van de Amerikaanse 101e Luchtlandingsdivisie in de vroege morgen van 6 juni 1944. Chicago was een onderdeel van Operatie Overlord.

## De opdrachten
De 101e Luchtlandingsdivisie kreeg de volgende opdrachten mee:
- Verover en beveilig de vier ontsnappingswegen achter Utah Beach.
- Vernietig de Duitse communicatiemogelijkheden.
- Zet wegversperringen neer om de Duitse bewegingen te vertragen.
- Verover Saint-Côme-du-Mont
- Vernietig de kust-batterijen, inclusief de batterij bij Saint-Germain-de-Varreville.
- Verover en vernietig de bruggen nabij Carentan en de vernietig de bruggen over de Douve.
- Verover het gebied waar de Douve uitmondt in Het Kanaal.
- Bereik snelweg 13 nabij Les Forges
- Maak contact met de 82e luchtlandingsdivisie.

## De landingen
De parachutisten van de 101e Luchtlandingsdivisie sprongen uit 11 C-47 transportvliegtuigen. De eerste die de grond bereikte was Kapitein Frank L. Lillyman, omstreeks 00:15 uur. Zij zouden drie landingszones markeren, gelegen achter Utah Beach, voor elk van de drie luchtlandingsregimenten van de divisie. 6.789 manschappen werden vervoerd door 432 C-47s. Omstreeks 1:00 uur sprongen de parachutisten uit de vliegtuigen en landden op de grond. 38 C-47s gingen om verschillende oorzaken verloren en de rest werd verspreid gedropt vanwege het slechte weer. Het slechte weer, in combinatie met het Duitse luchtafweer, zorgde er namelijk voor dat het bijna onmogelijk was om de landingszones te vinden. De overgrote meerderheid van de divisie landde op een gebied 25 mijl lang en 15 mijl breed. 75% hiervan landden binnen een gebied van 8 mijl ten noorden van Sainte-Mère-Église en 8 mijl ten westen van Sainte-Mère-Église.
Een paar parachutisten kwamen terecht in de zee of landden of in gebieden die doelbewust door de Duitsers werden overstroomd. Anderen landden direct op, door Duitsers, versterkte gebieden en werden snel gevangengenomen of werden gedood. Na 24 uur waren slechts 2.500 van de 6.000 manschappen bij elkaar. Velen waren geïsoleerd en trachtten te overleven door zich verborgen te houden of te vechten achter de vijandelijke linies. Doordat de parachutisten tijdens de landingen zo verspreid waren terechtgekomen, waren de Duitsers verward. Hierdoor konden kleine groepjes Amerikanen enorme successen boeken.
Luitenant-Kolonel Ed Krause, leider van de 3e bataljon van het 505e parachuteregiment, landde samen met zijn mannen ongeveer één mijl ten westen van Sainte-Mère-Église. Hij verzamelde in een uur tijd 180 soldaten en ging daarna richting het dorp. De Duitsers waren ondertussen alweer naar bed gegaan, nadat de hevigste gevechten voorbij waren. Rond 6 uur in de morgen namen ze dertig Duitse soldaten gevangen, doodden er tien en dreven de resterende Duitse troepen, die in Sainte-Mère-Église waren gevestigd, het bos in. Vaak wordt er gezegd dat Sainte-Mère-Église het eerste dorp is dat werd bevrijd, maar dat is niet waar. Vier uur eerder, nabij de Pegasusbrug, werd het plaatsje Bénouville bevrijd door troepen van de Britse 6e luchtlandingsdivisie.

### Resultaat
De wegen naar Utah Beach waren beveiligd, waardoor er op dit strand een zeer succesvolle landing plaatsvond. In totaal verloor de 101e Luchtlandingsdivisie 1240 manschappen, van de in totaal 6000 die waren geland. Dit is, gezien de verspreiding van de manschappen, een vrij laag aantal.